# Feux croisés (film, 1947)
Pour les articles homonymes, voir Feux croisés.
Pour plus de détails, voir Fiche technique et Distribution.
Feux croisés (Crossfire) est un film américain réalisé par Edward Dmytryk, sorti en 1947. Il est adapté du roman The Brick Foxhole de Richard Brooks

## Synopsis
L'enquête d'un policier sur le meurtre d'un civil juif par l'un des trois soldats qui se trouvaient avec lui peu de temps avant qu'il ne soit retrouvé mort. Le suspect clame sa haine des juifs « combinards et planqués » qui n'ont pas combattu. Le policier découvre que la victime, si elle était en civil, était en réalité un vétéran, réformé après une grave blessure au combat, dans le Pacifique. Ce qui n'a pas empêché la haine viscérale du tueur de se manifester. 
De plus, le personnage tente d'égarer les soupçons sur ses camarades, et va même jusqu'à tuer l'un d'entre eux pour l'empêcher de parler. Robert Mitchum campe un personnage de démobilisé désabusé et sceptique, qui aide le policier, Robert Young. Pas de chance pour le tueur, le policier était le petit-fils d'un Irlandais catholique, assassiné par des protestants intolérants. Bonne description des traumatismes des démobilisés et de leur difficile réinsertion dans la vie civile.

## Fiche technique
- Titre : Feux croisés
- Titre original : Crossfire
- Réalisation : Edward Dmytryk
- Scénario : John Paxton d'après le roman The Brick Foxhole de Richard Brooks
- Production : Adrian Scott et Dore Schary (producteur exécutif)
- Société de production : RKO Radio Pictures
- Sociétés de distribution : RKO Radio Pictures (USA)
- Directeur musical : Constantin Bakaleinikoff
- Musique : Roy Webb
- Photographie : J. Roy Hunt
- Montage : Harry W. Gerstad
- Direction artistique : Albert S. D'Agostino et Alfred Herman
- Décors : Albert S. D'Agostino et Alfred Herman
- Budget : 250 000 $
- Pays de production :  États-Unis
- Langue : anglais
- Format : noir et blanc – 35 mm – 1,37:1 – mono (RCA Sound System)
- Genre : film noir
- Durée : 86 minutes
- Dates de sortie : 
  - États-Unis : 22 juillet 1947
  - France : 15 octobre 1947
- Affiche : Bernard Lancy (France)

## Distribution
- Robert Young (VF : Claude Péran) : Capitaine Finlay
- Robert Mitchum (VF : Roger Tréville) : Sergent Peter Keeley
- Robert Ryan (VF : Raymond Loyer) : Montgomery
- Gloria Grahame (VF : Paula Dehelly) : Ginny Tremaine
- Paul Kelly (VF : Pierre Asso) : M. Tremaine
- Sam Levene (VF : Richard Francœur) : Joseph Samuels
- Jacqueline White (VF : Thérèse Rigaut) : Mary Mitchell
- Steve Brodie (VF : René Marc) : Floyd Bowers
- George Cooper (VF : André Reybaz) : Arthur Mitchell
- Richard Benedict (VF : Jean Daurand) : Bill Williams
- Tom Keene (VF : Yvon Cazeneuve) : Dick
- William Phipps (VF : Serge Lhorca) : Leroy
- Lex Barker (VF : Yves Furet) : Harry
- Marlo Dwyer (VF : Renée Regnard) : Miss Lewis
- Robert Bray (VF : Jacques Beauchey) : le MP discutant avec Mitchell

## Distinctions
- Festival de Cannes (1947) : remporte le Prix du meilleur film social[1]
- Oscars du cinéma (1948) : nominations aux Oscars du meilleur film, du meilleur réalisateur (Edward Dmytryk), du meilleur scénario (John Paxton), du meilleur acteur dans un rôle secondaire (Robert Ryan) et de la meilleure actrice dans un rôle secondaire (Gloria Grahame)
- BAFTA Awards (1949) : nomination au BAFTA du meilleur film de toutes sources
- Prix Edgar-Allan-Poe (1948) : remporte l'Edgar du meilleur film